# Nabytí od neoprávněného
Nabytí od neoprávněného, dříve také nabytí od nevlastníka, představuje zvláštní způsob originárního nabytí vlastnictví. Spočívá v tom, že nabyvatel získá do svého vlastnictví určitou věc od zcizitele, o kterém je v dobré víře, že je jejím vlastníkem nebo jinak oprávněným vlastnictví k věci převést, ačkoli tomu tak není, a aniž by zároveň došlo k vydržení tohoto vlastnického práva. V zájmu ochrany dobré víry nabyvatele (dobrověrný nabyvatel) tak dochází k zásahu do vlastnického práva původního skutečného vlastníka, kterému neoprávněný zcizitel způsobil škodu, a zároveň k prolomení už římské právní zásady „nikdo nemůže na druhého převést více práv, než má sám“ (nemo plus iuris ad alium transferre potest, quam ipse habet).
Podle českého práva lze takto získat do vlastnictví i věci nemovité, německé (§ 932–936 BGB) nebo rakouské právo (§ 367 ABGB) to umožňuje pouze u movitých věcí.

## Judikatura ke starému občanskému zákoníku
V českém právu taková možnost nebyla původně zákonem obecně upravena, konkrétními výjimkami bylo např. nabytí od nepravého dědice podle § 486 občanského zákoníku nebo koupě zboží podle § 446 obchodního zákoníku. Obecně ji začala zavádět až judikatura Ústavního soudu, která se v této otázce ocitla v dlouhotrvajícím rozporu s judikaturou Nejvyššího soudu. 
Nejvyšší soud argumentoval, že každá možnost nabytí vlastnického práva musí být upravena zákonem a že pokud by byla připuštěna pouze na základě dobré víry nabyvatele, nebyl by to jen významný zásah do ústavně zaručeného práva vlastnit majetek, ale stal by se také obsoletním institut vydržení, který umožňuje získat vlastnictví na základě oprávněné držby a po uplynutí zákonem stanovené doby (u movitých věcí tři roky, u nemovitých věcí deset let).
Ústavní soud ale vyšel ze své dřívější rozhodovací praxe ohledně situací, kdy ve vztahu mezi původním vlastníkem a jeho právním předchůdcem došlo k odstoupení od smlouvy o převodu věci, což už ale nemohlo mít vliv vůči třetím osobám, tedy i vůči novému nabyvateli. Shledal, že se takový právní závěr týká i dalších situací, kdy dojde ke zrušení původní kupní smlouvy nebo jiného nabývacího titulu původního nabyvatele z jiného důvodu, nebo je-li dokonce předchozí právní jednání absolutně neplatné a tedy nový nabyvatel získal nemovitou věc od nevlastníka. Ovšem s tou podmínkou, že ji získal v dobré víře. Zdůraznil, že se zde střetává princip ochrany dobré víry a důvěry nabyvatele v akty státu (katastr nemovitostí) s principem ochrany vlastnického práva původního vlastníka, které zasluhují totožnou ústavní ochranu. Obecné soudy se tedy mají dobrou vírou nabyvatele zabývat a s přihlédnutím ke konkrétním okolnostem konkrétního případu poměřovat význam obou základních práv, přičemž vše sice svědčí spíše pro ochranu dobré víry, ale např. v situaci, kdy k převodu vlastnictví dojde podvodně, bude na místě dát přednost obnovení původního vlastnického práva.
Nejvyšší soud nicméně neshledal důvod pro odklon od své konstantní judikatury, neboť Ústavní soud tak judikoval jen senátně a nepřekonal tím dle jeho názoru dosavadní závěry pléna, z nichž vyplývá, že nestanoví-li tak výslovně zákon, vlastnické právo k nemovitosti nelze nabýt na základě pouhé dobré víry. Od ní se tedy neodvíjí bezprostřední nabytí vlastnictví, ale jen oprávněná držba a možnost věc získat po uplynutí zákonem předepsané doby vydržením.
Tento závěr však Ústavní soud odmítl, zůstal u své dosavadní judikatury a zdůraznil, že jeho senátní nálezy mají stejnou závaznost jako nálezy plenární, přičemž je není možné nerespektovat s poukazem na to, že po rozhodnutí velkého senátu Nejvyššího soudu by věc mohla být přehodnocena pouze plénem Ústavního soudu. Nejvyšší soud se tak měl dopustit postupu ultra vires (mimo svou pravomoc).
Nejvyšší soud proto přehodnotil svou judikaturu a ačkoli poukázal na to, že Ústavní soud nevyjasnil koexistenci institutu vydržení vedle nabytí vlastnického práva na základě dobré víry, konstatoval, že i podle dřívější právní úpravy bylo možné nabýt vlastnické právo k nemovité věci od nevlastníka, a to na základě dobré víry nabyvatele v zápis do katastru nemovitostí.

## Nový občanský zákoník
Občanský zákoník ve svém základním ustanovení § 1111 obecně stanoví, že vlastníkem movité věci se stane ten, kdo ji objektivně získal v dobré víře v oprávnění převodce na něj vlastnické právo převést (požadavek dobré víry vůči předchůdci platí podle § 1112 i pro další právní nástupce). Předpokladem pro takové nabytí vlastnictví je také řádný právní titul, např. kupní smlouva, tedy že kupující je vzhledem ke všem okolnostem přesvědčen, že věc kupuje od jejího vlastníka. Původní vlastník tím automaticky o své vlastnictví přijde a zůstane mu pouze právo na náhradu vzniklé škody vůči neoprávněnému převodci. To ale neplatí tehdy, jestliže věc ztratil nebo o ni přišel jiným způsobem, za který hrozí trestní stíhání, pak se může na novém vlastníkovi reivindikační žalobou domáhat vydání věci. Nemožnost věc získat zpět i v případě její ztráty nebo třeba krádeže je při zachování podmínky dobré víry nabyvatele zákonem stanovena jen pro nerozlišitelné věci jako jsou peníze (§ 1041 odst. 2 OZ) a v několika případech věcí nezapsaných ve veřejném seznamu (§ 1109 OZ): byla-li taková věc získána ve veřejné dražbě, od podnikatele v rámci jeho činnosti, za úplatu od toho, komu ji vlastník pouze svěřil (nájemce, uschovatel apod.), od neoprávněného dědice anebo při obchodu s investičním nástrojem, cenným papírem nebo listinou vystavenou na doručitele či při obchodu na komoditní burze. Zmíněná výjimka pro podnikatele nicméně neplatí v případě použitých movitých věcí ze zastaváren, antikvariátů, autobazarů atd., kde se původní vlastník opět může do tří let od ztráty nebo svémocného odnětí věci domáhat jejího vrácení (§ 1110 OZ). 
Podle českého práva je od roku 2015 (§ 3064 OZ) navíc možné nabýt od nevlastníka, resp. od neoprávněné osoby také věc zapsanou ve veřejném seznamu, zejména tedy nemovitou věc zapsanou v katastru nemovitostí. Jde o projev zásady materiální publicity veřejných seznamů, z níž plyne, že zapsanému stavu je nutno dát při rozporu se skutečným právním stavem přednost. Nabytí od neoprávněného na základě takovéhoto zápisu je ovšem zase podmíněno dobrou vírou nabyvatele, dále úplatností právního jednání, kterým byla věc získána, a tím, že oprávnění zcizitele věc převést vyplývalo z daného veřejného seznamu. Výjimkou jsou nicméně nezbytné cesty, výměnky a ta věcná práva, která vznikají ze zákona, jako jsou veřejnoprávní omezení ve formě různých inženýrských sítí apod., jenž od neoprávněné osoby nabýt nikdy nelze (§ 984 OZ; ochrana původního vlastníka je pak zakotvena v ustanoveních § 985 a 986). Občanský zákoník kromě toho v rámci svých přechodných ustanovení k procesu právního sjednocování pozemků a staveb na nich vystavěných (superficies solo cedit) zná i specifický případ nabytí od neoprávněného. Nabyvatel pozemku získá do svého vlastnictví také stavbu, která původně nebyla jeho součástí, jestliže byl v dobré víře, že tomu tak naopak je. Dřívější vlastník stavby pak má ovšem vůči zciziteli právo na náhradu ve výši ceny stavby (§ 3058 odst. 2 OZ).